# Porfyri
Porfyri (grekiska: πορφυρία, porphyria, "purpur") är ett samlingsnamn på en grupp ärftliga sjukdomar som beror på en brist på något av de enzymer som deltar vid syntesen av hem. Hem är en del av hemoglobinet där syret binds i erytrocyter.
Porfyrier är skador på arvsanlag; de uppträder i vissa släkter där anlaget kan ärvas till både pojkar och flickor. Den är autosomalt dominant ärftlig, men många som har sjukdomen får inga symptom. Risken är alltså 50 procent att man har anlaget om en av ens föräldrar har det. Men eftersom alla som har anlaget inte insjuknar, kan en person vars anlagsbärande förälder varit fri från symptom, ändå få utbrott av sjukdomen.
Uppbyggnaden av tetrapyrroler (exempelvis hemoglobin) i kroppens celler går stegvis från enklare till mer komplicerade föreningar – porfyriner.

## Former av porfyri
Vid de så kallade akuta porfyrierna ansamlas förstadier till porfyrinerna och det är då som sjukdomen kan aktiveras av vissa läkemedel: 
- Akut intermittent porfyri (AIP)
- Porfyria variegata (VP)
- Hereditär koproporfyri (HCP)
- ALAD-bristporfyri (ALAD-P)

Vid vissa porfyrier, hudporfyrierna, söker sig porfyriner till hud och slemhinnor och gör dem överkänsliga för sol (fotodermatit). Järnberikade produkter är mindre lämpliga att inta för personer med porfyri.
Till de porfyrier som ger hudsymtom hör: 
- Erytropoetisk protoporfyri (EPP)
- Porfyria cutanea tarda (PCT)
- Kongenital erytropoetisk porfyri (CEP)

Även de akuta porfyrierna PV och HCP kan ge hudsymtom. Det är ofta yttre faktorer som utlöser sjukdomen, men den som bär på sjukdomen kan förbli helt symptomfri om de utlösande faktorerna undviks. En viktig bidragande orsak till symptomen verkar vara stress.

## Patofysiologi vid akuta porfyrier
Vid de akuta porfyrierna byggs intermediärer i tetrapyrrolsyntesen upp. En av dessa är 5-aminolevulinsyra, ALA. ALA liknar signalsubstansen GABA, och binder till och blockerar GABA-receptorer. Dessa har en inhiberande effekt i centrala nervsystemet, och när denna mekanism blockeras uppstår översignalering.
Symptom från centrala nervsystemet dyker dock först upp i senare fasen akut porfyri, när högre nivåer av ALA uppnåtts. Vid lägre nivåer så binder och blockerar istället ALA:t GABA-receptorer i enteriska nervsystemet, i mag-tarmkanalen. Detta drabbar bland annat nervceller som utsöndrar enkefaliner, som är en smärtstillande endogen opiopeptid. I enteriska nervsystemet är GABA en stimulerande signalsubstans, och stimulans av dessa enkefalinerga nervceller frigör enkefaliner till omgivningen.

## Folkliga och lokala benämningar
Porfyri kallas i folkmun och lokalt även för vampyrsjukan. Detta beror på att porfyriner ”absorberar” UV-ljus och bidrar till en fotosensibilitet i huden. Huden går i nekros till följd av fria radikaler som skadar cellerna.
Den i Sverige vanligaste formen, AIP, går även under namnen ”rödsjuka”, på grund av den karakteristiska rödfärgade urinen som kan uppkomma hos en del manifesta anlagsbärare, samt ”Arjeplogssjukan”, till följd av den höga andel personer med manifest AIP som bor där.